# Acidaliodes truncata
Acidaliodes truncata là một loài bướm đêm trong họ Noctuidae.